# American Society of Media Photographers
American Society of Media Photographers, zkráceně ASMP, je společnost profesionálních fotografů, včetně mnoha fotoreportérů, ale také odborníků na architektonickou, podvodní, kulinární a reklamní fotografii a další specialisty. Jejími členy jsou především ti, jejichž fotografie jsou určené ke zveřejnění v časopisech (v kontrastu k těm, kteří dělají fotografie přímo spotřebiteli, jako například svatební a portrétní fotografové).
Společnost byla založena v roce 1944 jako Society of Magazine Photographers, ale brzy změnila svůj název na American Society of Magazine Photographers, protože zkratku SMP již používala jiná organizace. V roce 1992 přijala současný název, jelikož byla zaměřena na širší okruh fotografů než jen z oblasti průmyslu.
U příležitosti svého 60. výročí, společnost připravila svou retrospektivu. ASMP má v současné době přes 5000 členů ve více než 30 zemích.
ASMP poskytuje fotografům právní podporu, podporuje sdílení informací mezi členy, a poskytuje obchodní a technické informace. Velká část materiálu je volně přístupná veřejnosti. Například nabízí „webový tutoriál“, pomáhá také uživatelům najít kvalifikované fotografy a pro jejich projekty kvalitní fotografie.
Společnost každoročně uděluje ocenění ASMP Award.